# إبراهيم أمادو
إبراهيم أمادو (بالفرنسية: Ibrahim Amadou) (مواليد 6 أبريل 1993) هو لاعب كرة قدم فرنسي من أصل كاميروني ، يلعب في مركزي خط الوسط وخط الوسط الدفاعي ، ويلعب حاليًا لنادي ليل الفرنسي.

## روابط خارجية
- إبراهيم أمادو على موقع الاتحاد الأوربي (الإنجليزية)
- إبراهيم أمادو على موقع قاعدة بيانات كرة القدم.إي يو (الإنجليزية)
- إبراهيم أمادو على موقع Soccerbase.com (لاعب) (الإنجليزية)
- إبراهيم أمادو على موقع Soccerway.com (الإنجليزية)
- إبراهيم أمادو على موقع عالم كرة القدم.نت (الإنجليزية)
- إبراهيم أمادو على موقع AS.com (الإسبانية)